# Agrostis paludosa
Agrostis paludosa é uma espécie de gramínea do gênero Agrostis, pertencente à família Poaceae.